# Högfors herrgård, Ljusnarsbergs kommun
Högfors herrgård är en herrgård i Högfors, Ljusnarsbergs kommun i Örebro län, norr om Kopparberg.

## Historik
Den nuvarande herrgården uppfördes omkring 1834, men egendomen är äldre. Den ägdes från omkring 1690 av Peder Hansson Båth och därefter av dennes son, Hans Pedersson Båth. Efter Båth-släkten innehades den av Daniel Svedenstjerna, och från tidigt 1800-talet av Per Leonard Herveg, varefter brukspatron Johan Abenius övertog egendomen. Johan Niclas Ericsson och Högfors AB var senare ägare.
Herrgårdens ägare var även ägare till Högfors bruk, som 1828 ägdes av inspektor Johan Abenius och Johan Niclas Eriksson.
Herrgården renoverades senast under 1950-talet och har sedan dess förfallit. Norskägda Kulturhaven museum köpte herrgården 2020 av en privat ägare, efter att det hade stått obebott i åtta år. På grund av Covid-pandemin såldes huset igen 2022. De nya ägarna är i full färd med att renovera gården.
Herrgården figurerar i Kanal5:s program Renoveringsdrömmar under våren 2024.